# Otto Alencar Filho
Otto Roberto Mendonça de Alencar Filho, ou simplesmente Otto Filho (Salvador, 7 de Julho de 1977), é um administrador e político brasileiro, filiado ao Partido Social Democrático (PSD). Nas eleições de 2018, obteve 185.428 votos totalizados (2,70% dos votos válidos), foi eleito deputado federal pela Bahia. É filho do político Otto Alencar e sobrinho do político Eduardo Alencar. Nas eleições de 2022, foi o mais votado na Bahia para a Câmara dos Deputados.